# Bandera de Martorell
La bandera oficial de Martorell (Baix Llobregat) té la següent descripció:
Bandera apaïsada, de proporcions dos d'alt per tres d'ample, dividida en tres franges verticals iguals, de colors verd, blanc i blau, al cantó la torre groga d'altura d'1/3 i separada de la part superior per 1/9.
Va ser aprovada en el ple de l'ajuntament del 23 de març de 1995, i publicada en el DOGC el 10 de maig del mateix any amb el número 2048.